# Buffalo Springfield Again
Buffalo Springfield Again − drugi album studyjny Buffalo Springfield, który został wydany w październiku 1967 roku.

## Lista utworów
| Nr. |  | Tytuł                     | Kompozytor     | Wokal                                    | Długość |
| --- |  | ------------------------- | -------------- | ---------------------------------------- | ------- |
| 1.  |  | „Mr. Soul”                | Neil Young     | Neil Young, Richie Furay, Stephen Stills | 2:35    |
| 2.  |  | „A Child's Claim to Fame” | Richie Furay   | Richie Furay, Stephen Stills, Neil Young | 2:09    |
| 3.  |  | „Everydays”               | Stephen Stills | Stephen Stills, Richie Furay             | 2:38    |
| 4.  |  | „Expecting to Fly”        | Neil Young     | Neil Young, Richie Furay                 | 3:39    |
| 5.  |  | „Bluebird”                | Stephen Stills | Stephen Stills, Richie Furay             | 4:28    |
| 6.  |  | „Hung Upside Down”        | Stephen Stills | Stephen Stills, Richie Furay, Neil Young | 3:24    |
| 7.  |  | „Sad Memory”              | Richie Furay   | Richie Furay                             | 3:00    |
| 8.  |  | „Good Time Boy”           | Richie Furay   | Dewey Martin                             | 2:11    |
| 9.  |  | „Rock & Roll Woman”       | Stephen Stills | Stephen Stills, Richie Furay, Neil Young | 2:44    |
| 10. |  | „Broken Arrow”            | Neil Young     | Neil Young, Richie Furay                 | 6:13    |

## Twórcy
Opracowano na podstawie materiału źródłowego.
Buffalo Springfield
- Stephen Stills – wokal, gitara, instrumenty klawiszowe
- Neil Young – wokal, gitara
- Richie Furay – wokal, gitara rytmiczna
- Bruce Palmer – gitara basowa
- Dewey Martin – perkusja

Muzyci studyjni
- James Burton – gitara rezofoniczna
- Chris Sarns – gitara (utwór nr. 10)
- Charlie Chin – banjo (utwór nr. 5)
- Jack Nitzsche – pianino elektroniczne (utwór nr. 4)
- Don Randi – pianino (utwór nr. 4, 10)
- Jim Fielder – gitara basowa (utwór nr. 3)
- Bobby West – gitara basowa (utwór nr. 5)
- The American Soul Train – róg (utwór nr. 8)

## Listy sprzedaży
| Lista         | Kraj              | Pozycja |
| ------------- | ----------------- | ------- |
| Billboard 200 | Stany Zjednoczone | 44      |